# Tibor Bartha
Tibor Bartha (* 1912; † 1995) war ein ungarischer evangelischer Theologe, Pastor und Bischof der Reformierten Kirche Ungarns und Mitglied des Präsidialrats der Ungarischen Volksrepublik.

## Leben und Wirken
Bártha studierte nach Erlangung seiner Hochschulreife Evangelische Theologie. In Fortführung seiner akademischen Arbeit wurde er zum Doktor der Theologie promoviert. Danach wurde er in den Vorbereitungsdienst seiner Kirche übernommen und zum Pastor ordiniert. 1958 wurde er nach der Niederschlagung des Ungarischen Volksaufstands zum Bischof der Reformierten Kirche mit Sitz in Debrecen gewählt.
Er gehörte 1958 in Prag zu den Gründern der Christlichen Friedenskonferenz (CFK) und beteiligte sich während der ganzen Zeit ihres Bestehens an ihren Versammlungen und Aktivitäten, besonders an den Allchristlichen Friedensversammlungen. 1968 gehörte er zu denjenigen Kräften in der CFK, die den Einmarsch der Truppen der Warschauer-Pakt-Staaten und die Niederschlagung des Prager Frühlings in der Tschechoslowakei als unvermeidlich notwendig rechtfertigten, was zum Bruch der CFK führte. Er unterhielt zahlreiche ökumenische Kontakte mit Vertretern anderer europäischer Kirchen und stand u. a. im Briefwechsel mit dem Präses der Evangelischen Kirche im Rheinland Joachim Beckmann. 1986 trat er aus Gesundheitsgründen von seinen kirchlichen Ämtern zurück.
Tibor Bártha gehörte 1976 zu den Gründern der Martin-Niemöller-Stiftung.
Seit 1958 war Bartha Mitglied des Parlaments der Volksrepublik Ungarn und seit 1964 auch Mitglied des Präsidialrates der Ungarischen Volksrepublik. Beide Ämter nahm er bis 1987 wahr. Er wurde mit dem Fahnenorden der Volksrepublik Ungarn ausgezeichnet.

## Veröffentlichungen
- Die Reformierte Kirche von Ungarn. In: Karl Halaski (Hrsg.): Die Reformierten Kirchen. Stuttgart 1977, S. 224–227 (Kirchen der Welt, Bd. XVII)